# La tentation de Saint Antoine
La tentation de Saint Antoine (deutsch Die Versuchung des heiligen Antonius) ist ein religiöser Film aus dem Jahr 1898 von Georges Méliès. In Amerika wurde der Film unter dem Titel The Temptation of St. Anthony veröffentlicht.

## Handlung
Der Mönch Antonius liest einige Verse aus der Bibel. Plötzlich erscheint aus dem Nichts eine Frau, die an seinem Bart zieht. Der Mönch beginnt zu beten und die Frau verschwindet wieder. Als er sich wieder seinem Buch zuwenden möchte, wird er plötzlich von zwei Damen umgarnt. Mit einigen Gesten lässt er sie wieder verschwinden.
Als er einen Schädel küsst, wird er von drei Damen so eingekreist, die um ihn herumtanzen. Sie verschwinden wieder, als er aus ihrem Reigen flieht. Er wendet sich seinem Kruzifix zu und beginnt zu beten. Als er wieder zur Jesus-Figur blickt, kommt ihm wieder eine Frau entgegen. Dieses Mal blieben seine Gebete nicht ungehört. Ein Engel erscheint und setzt dem Spuk ein Ende.

## Hintergrundinformationen
Dies ist der erste Film über die Versuchungen des heiligen Antonius. Georges Méliès setzte mehrfach den Stoptrick ein, um die Damen wieder verschwinden zu lassen.